# Militärischer Vorunterricht

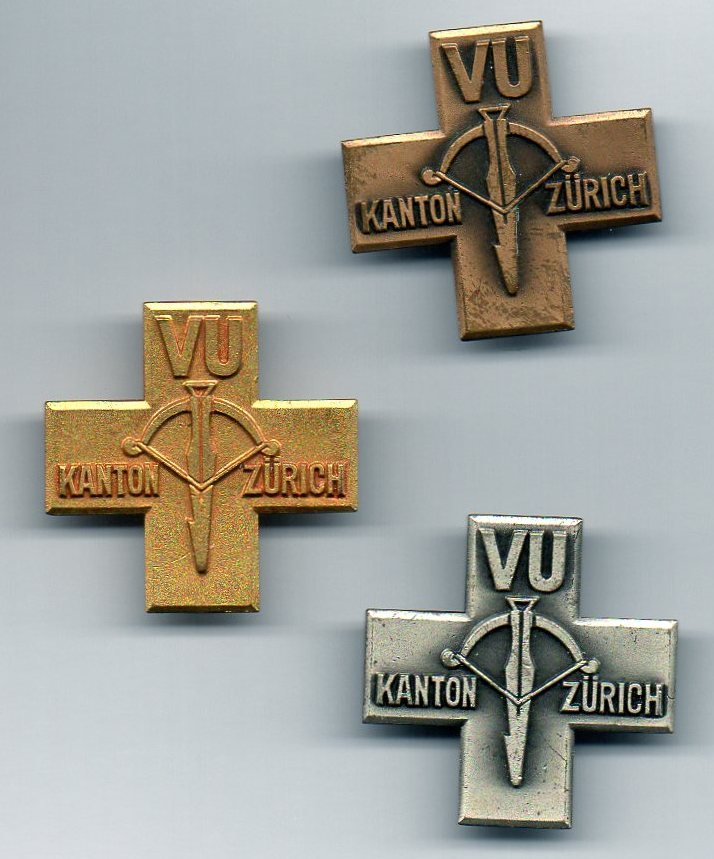
Abzeichen der Vorunterricht Leistungsprüfungen im Kanton Zürich, in Bronze, Gold und Silber

Schweizer Kadetten auf einer Exkursion (1869)

Der militärische Vorunterricht, bekannt als Vorunterricht, war eine Schweizer Institution der freiwilligen militärisch-sportlichen Körperertüchtigung zwischen der obligatorischen Volksschule und der Rekrutenschule. Er war dem Militärdepartement untergestellt.

## Vorläufer
In der Alten Eidgenossenschaft galten Leibesübungen und Wehrbereitschaft als Synonyme. Da die Eidgenossen im 15. Jahrhundert bereits vom 16. Altersjahr an wehrpflichtig waren, gab es bereits damals Programme für körperliche Ertüchtigungen wie 400 m Schnelllauf, Dauerlauf über 10'000 Schritte und Armbrustschiessen, die dem militärischen Training dienten. 
Später folgten Unspunnenspiele, Eidgenössische Wettkämpfe, Volksspiele, Schützenfeste mit ähnlicher Ausrichtung sowie der Pflege der eidgenössischen Verbundenheit.
Im Herbst 1790 regte der Zürcher Oberst Hans Konrad Escher in der Helvetisch-Militärischen Gesellschaft in Aarau an, in den höheren schweizerischen Schulen Kadettenkorps zur vormilitärischen Ausbildung einzuführen, die dann von mehreren Kantonen wie dem neuen Kanton Aargau umgesetzt wurden.

## Geschichte
Der Schweizer Bundesstaat führte mit der Bundesverfassung von 1848 die bewaffnete Neutralität, die allgemeine Wehrpflicht und die Milizarmee ein und setzte sie mit der Militärorganisation von 1850 um. Um die körperliche Entwicklung der zukünftigen Rekruten der Milizarmee zu fördern, schlug ein Armeereformentwurf von 1868 vor, diese mit einem militärischturnerischen Vorunterricht zu fördern. Mit der Militärorganisation von 1874 wurde das vom Militärdepartement finanzierte Knabenschulturnen während der Schulpflichtszeit obligatorisch. 1904 wurde bei der Rekrutierung eine Turnprüfung (Weitsprung, Hantelheben, 80-Meter-Lauf) eingeführt.
1909 wurde die Verordnung über den turnerischen und militärischen Vorunterricht für die männliche Jugend vom Bundesrat erlassen. Sie wurde 1928 durch die Vorunterrichtverordnung  mit der Förderung von Angeboten verschiedener privatrechtlicher Organisationen, wie zum Beispiel des turnerischen Vorunterrichts des Eidgenössischen Turnvereins und des bewaffneten Vorunterrichts der Schweizerischen Offiziersgesellschaft, stark ausgebaut. 
Der 1937 vom Militärdepartement ausgearbeitete Entwurf anstelle des bisher freiwilligen Vorunterrichts eine zentralisierte, obligatorische Vorbildung auf die Rekrutenschule für 16- bis 19-jährige Diensttaugliche einzuführen, wurde 1940 von Volk und Ständen deutlich verworfen. 1941 erliess der Bund eine neue Verordnung über den freiwilligen militärischen Vorunterricht für Jugendliche, die ihm die Kompetenz zur Leiterausbildung übertrug. 
1942 trat ein neugestaltetes, freiwilliges Vorunterrichtsprojekt in Kraft an dessen Ausarbeitung unter anderen die Pfadfinderbewegung wesentlich beteiligt war. Die wichtigen Kommissionen und Arbeitsgruppen bestanden mehrheitlich aus aktiven und ehemaligen Pfadfinderführern. Der Vorunterricht war absolut freiwillig und überliess den beteiligten Organisationen (unter anderen der Bund Evangelischer Jugend Schweiz) grosse Spielräume. Sie konnten dort ihre Übungen und Lager als Kurse anmelden, in dem man sich verpflichtete, sportliche, technische und körperliche Aktivitäten durchzuführen und wurden dafür finanziell und mit Materiallieferungen aus der Vorunterrichtskaserne in Thun unterstützt. Viele solcher Übungen und Lager wurden auch von weiblichen Teilnehmern besucht.
Die neu geschaffene Zentralstelle für Vorunterricht, Turn-, Sport- und Schiesswesen eröffnete 1942 das Ausbildungszentrum in Magglingen und gründete 1944 die Eidgenössische Turn- und Sportschule. Bis 1971 wurden über 50'000 Vorunterrichtsleiter ausgebildet. Der freiwillige Vorunterricht umfasste neben Kursen mit sportlichen und technischen Aktivitäten, jährliche Leistungsprüfungen, Winter- und Sommerlager und Kurse im Gebirge. 1972 wurde der Vorunterricht von Jugend + Sport (J+S) abgelöst.